# Picco di War Bonnet
Il picco di War Bonnet  è una montagna che si trova nella catena montuosa del Wind River meridionale, nello stato americano del Wyoming. Il picco di War Bonnet si trova sul lato meridionale del Cirque of the Towers, una popolare area di arrampicata, che si erge sopra il Jackass Pass. Il picco di War Bonnet si trova lungo il Continental Divide.

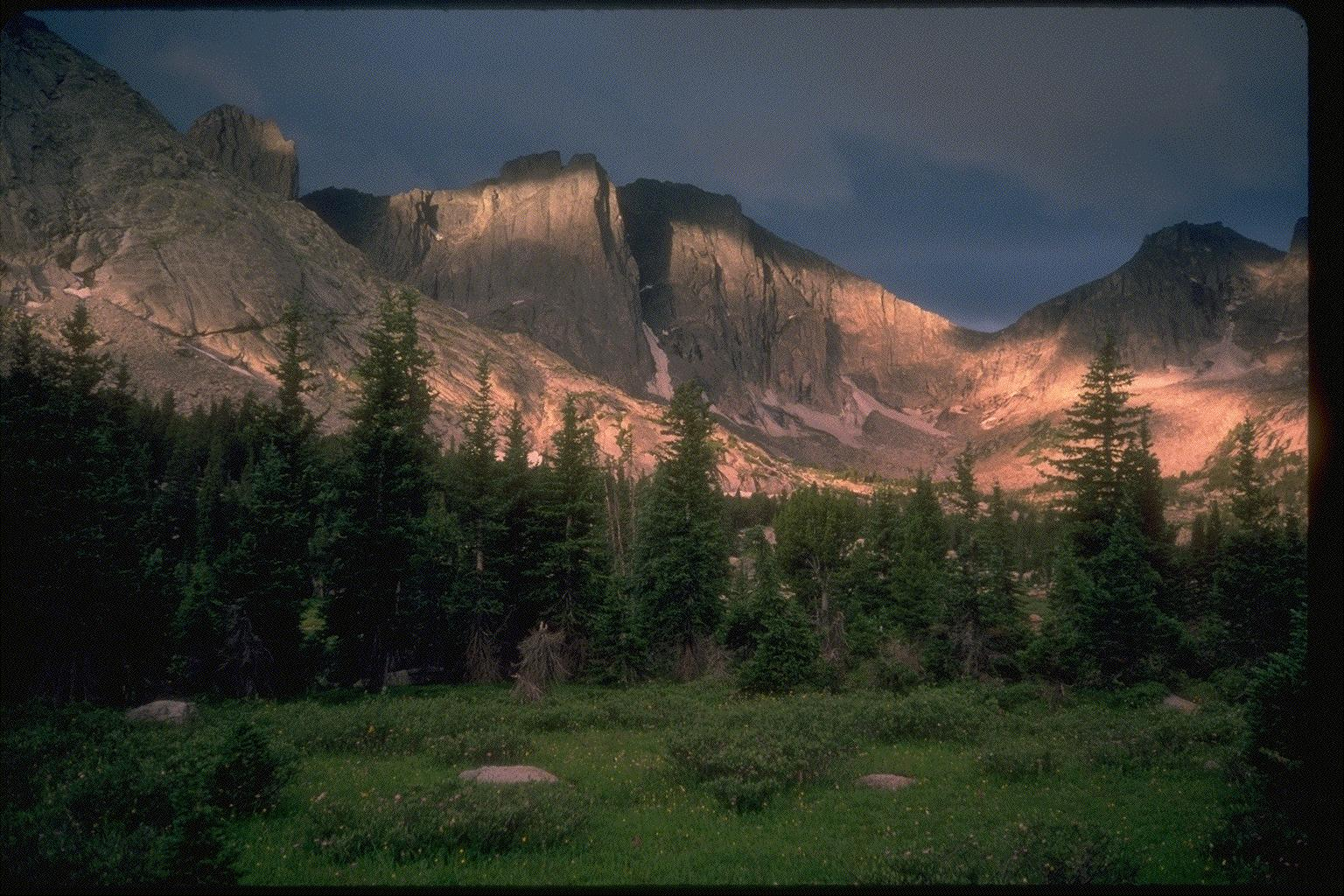
Il Picco di War Bonnet

## Pericoli
Incontrare degli orsi è un pericolo comune nella catena del Wind River. Ci sono anche altri pericoli, tra cui insetti velenosi, incendi, tempeste di neve e temperature fredde notturne.
Negli anni in cima al monte e nelle zone circostanti si sono verificati diversi morti accidentali e incidenti, causate da cadute da ripide scogliere (sul sentiero di War Bonnet il terreno è molto umido e ad alto pericolo di caduta) un altro problema che infligge la sicurezza del sentiero di War Bonnet è la caduta di massi, avvenuta nel 1993, 2007, 2015  e 2018. Un incidente mortale è avvenuto nel 2006, quando un escursionista è morto dopo una caduta di vari metri lungo il sentiero di War Bonnet, le ricerche via terra e via aerea messe in atto dalla guardia forestale non furono abbastanza tempestive per salvare lo sfortunato escursionista. Il servizio forestale degli Stati Uniti in questi anni non ha mai registrato il numero delle vittime del War Bonnet, che quindi è tuttora sconosciuto.

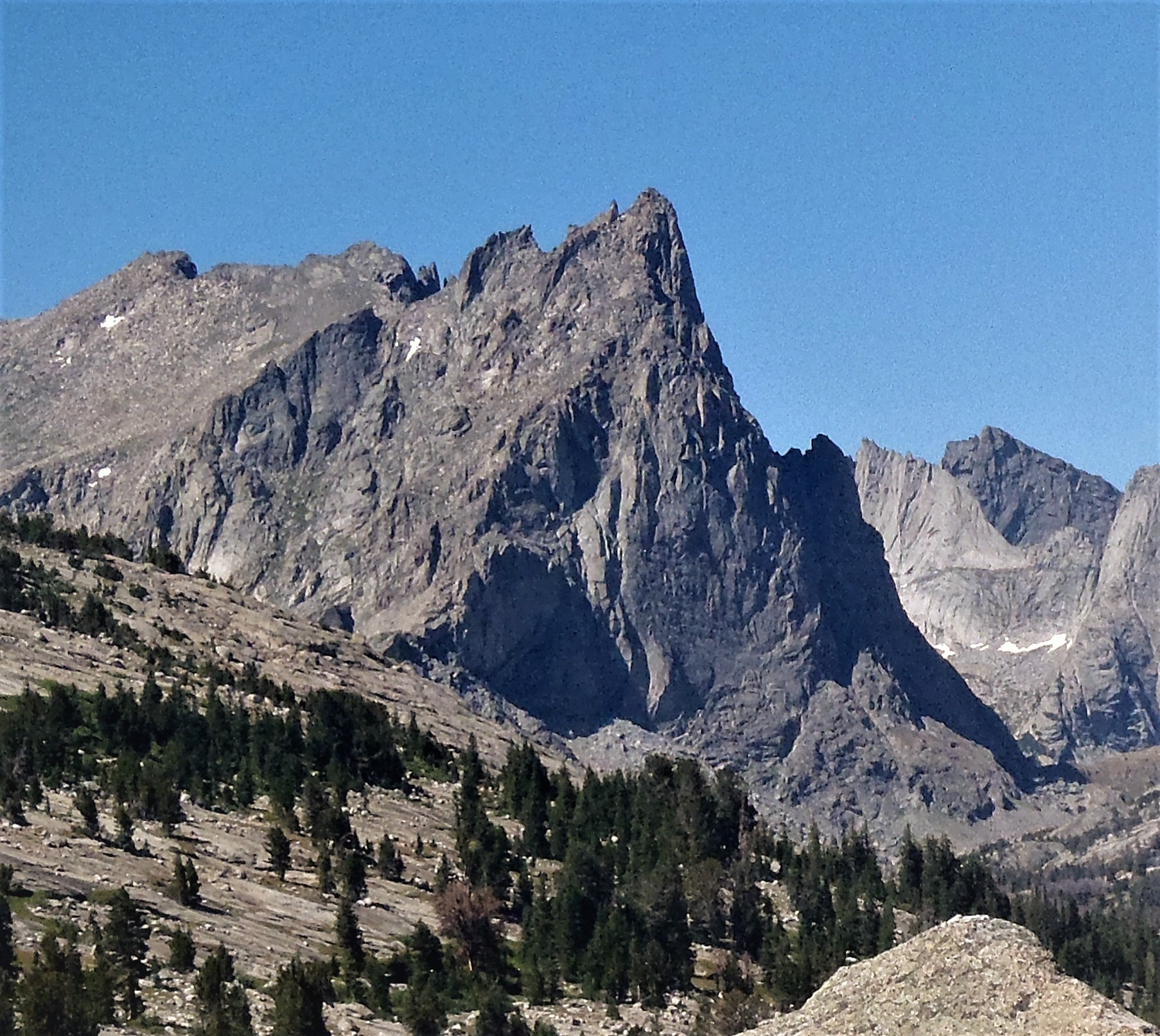
Il picco War Bonnet visto da sud.